# اناوی
اناوی، روستایی است از توابع بخش هلالی و در شهرستان جغتای استان خراسان رضوی ایران .

## جمعیت
این روستا در دهستان پایین جوین قرار داشته و بر اساس سرشماری سال ۱۳۸۵ جمعیت آن ۲۹۱ نفر (۷۴ خانوار)
بوده است.

## مناطق دیدنی
از مناطق دیدنی آن میتوان به تپه مرشد و دره گرو اشاره نمود